# Чонтили
Чонтили (груз. ჭონტილი) — село в Грузии, в муниципалитете Душети края Мцхета-Мтианети. 

## География
Село расположено в центральной части края, в 14 километрах по прямой к западу от центра муниципалитета Душети. Высота центра — 1250 метров над уровнем моря.

## Население
По данным переписи населения 2014 года, в селе проживало 4 человека.
| Год  | Население |
| ---- | --------- |
| 2002 | 13        |
| 2014 | 4         |